# Середній Бугалиш
Сере́дній Бугали́ш (рос. Средний Бугалыш) — село у складі Красноуфімського міського округу (Натальїнськ) Свердловської області.
Населення — 865 осіб (2010, 1065 у 2002).
Національний склад станом на 2002 рік: татари — 65 %.